# Brasão de Bom Jardim de Minas
O Brasão de Bom Jardim de Minas é um dos símbolos oficiais do município brasileiro supracitado, localizado no interior do estado de Minas Gerais. Foi instituído em comemoração aos 50 anos da emancipação da cidade, comemorados em 17 de dezembro de 1988.
No brasão, contém grandes destaques e atividades principais da cidade. No alto do escudo, está o cartão-postal da cidade, o Cristo Redentor sobre o morro do Caxambu, na direção oeste do município. No centro, do lado esquerdo, é a imagem da ponte da Ferrovia do Aço que atravessa sobre o Rio Grande e dá acesso ao Tunelão, o maior túnel do Brasil; e no lado direito, as atividades letreiras, principal atividade pecuária do município.